# Hostert (Niederanven)
Pour l’article homonyme, voir Hostert (Rambrouch).
Hostert (en luxembourgeois : Hueschtert ) est une section de la commune luxembourgeoise de Niederanven située dans le canton de Luxembourg.

## Personnalités liées à la localité
- Guillaume Konsbruck (1909-1983), officier et homme politique, ancien directeur général adjoint des Aciéries Réunies de Burbach-Eich-Dudelange (l'ARBED) et membre du Parti populaire chrétien-social (CSV).